# Бровко Олександр Олександрович
Бровко Олександр Олександрович (нар.2 листопада 1953, м. Київ) — доктор хімічних наук, провідний вчений в галузі фізичної хімії полімерів, директор Інституту хімії високомолекулярних сполук НАН України

## Біографія
Бровко Олександр Олександрович народився у 1953 р. в м. Києві.  
У 1971 р. закінчив київську середню школу № 97 і в цьому ж році вступив до Київського політехнічного інституту на факультет хімічного машинобудування, який закінчив у 1980 році.  
У 1973 − 1975 р. проходив службу в Радянській армії. Після здобуття віщої освіти з 1980 р. працює в Інституті хімії високомолекулярних сполук НАН України.  
У 1991 р. О.О. Бровко захистив дисертаційну роботу за темою „Адгезионные свойства иономерсодержащих взаимопроникающих полимерных сеток» і йому було присуджено науковий ступінь кандидата хімічних наук.  
У березні 1996 р. Бровку О.О. було надано вчене звання старшого наукового співробітника за спеціальністю „фізична хімія полімерів”. 
У 2007 р. О.О. Бровко захистив дисертаційну роботу за темою „Обернення фаз в поліуретановмісних взаємопроникних полімерних сітках та їхні властивості” і йому було присуджено науковий ступінь доктора хімічних наук.  
З 2012 року очолює відділ фізико-хімії полімерів, а у 2016 році був обраний директором ІХВС НАН України. 

## Науковий доробок
О.О. Бровко спеціаліст в галузі фізичної хімії полімерів, його наукова діяльність спрямована на дослідження мікрофазової структури й властивостей різних типів ВПС — термопластичних, градієнтних, напів−ВПС, одночасного та послідовного приготування та вплив на них різних чинників таких як наповнювачі, умови формування, хімічна структура тощо. Йому належать роботи, в яких розкрито природу синергізму адгезійних властивостей ВПС, запропоновано застосовання моделі перколяції для інтерпретації процесу обернення фаз у поліуретановмісних ВПС і принципи імітаційного моделювання для прогнозування властивостей градієнтних ВПС. Під час роботи в інституті ним було сконструйовано і виготовлено ряд лабораторних установок для вивчення адгезійних, в’язкопружних і поверхневих властивостей ВПС. На основі всебічного дослідження процесу реакційного формування сумішей лінійних полімерів і напів-ВПС встановлені основні закономірності утворення фазовоподілених структур та визначені фактори, які впливають на перебіг цього процесу, морфологію і властивості кінцевих матеріалів. Показано, що ефективними модифікаторами для отримання продуктів реакцій з покращеними властивостями можуть бути як наповнювачі, введені в реакційну масу різними способами, так і олігоазоініціатори полімеризації, що відіграють роль компатибілізаторів сумішей. Синтезовані градієнтні ВПС та показана можливість прогнозування градієнтних профілів різної геометрії. Розраховані кореляційні функції властивість – склад для переходу від градієнтних концентраційних профілів до профілів розподілу в’язкопружних і демпферних властивостей в шарах градієнтних ВПС. 
У складі наукових колективів О.О. Бровко брав участь у низці наукових проєктів, фінансову підтримку яких здійснювали Міжнародний Науковий Фонд Д. Сороса, Copernicus, Український науково-технологічний центр. У 1999 р. О.О. Бровко отримав гранти Королівського Наукового Товариства Великої Британії та Німецької Академії Наук.  
З 1998 р. О.О. Бровко в складі дослідницької групи спільно з науковцями Інституту молекулярної біології й генетики НАН України, бере участь у науково-дослідних роботах, присвячених перспективному напряму створення полімерів-біоміміків – молекулярно-імпринтованих полімерних мембран на основі гібридних сполучних, зокрема напів-ВПС. Поєднуючи принцип ВПС і технологію молекулярного імпринтингу синтезовані наноструктуровані молекулярно-імпринтовані полімери, на основі яких створені колориметричні тест-системи для визначення концентрації деяких речовин в навколишньому середовищі . 
Успіхи О.О. Бровка у науково-прикладній діяльності відзначено Подякою  Київської Міської держадміністрації. 

## Вибрані наукові публікації
О.О. Бровко − автор і співавтор  понад 180 наукових праць і 12 винаходів (патентів).  Scopus [Архівовано 15 травня 2022 у Wayback Machine.], google scholar [Архівовано 1 жовтня 2021 у Wayback Machine.].

### Статті
- 1. Sergeyeva, T. A., Piletsky, S. A., Brovko, A. A., Slinchenko, E. A., Sergeeva, L. M., & El'Skaya, A. V. (1999). Selective recognition of atrazine by molecularly imprinted polymer membranes. Development of conductometric sensor for herbicides detection. Analytica Chimica Acta, 392(2-3), 105-111. https://doi.org/10.1016/S0003-2670(99)00225-1
- 2. T. A. Sergeyeva, S. A. Piletsky, T. L. Panasyuk, A. V. El’skaya, A. A. Brovko, E. A. Slinchenko and L. M. Sergeeva Conductimetric sensor for atrazine detection based on molecularly imprinted polymer membranes Analyst, 1999,124, 331-334 https://doi.org/10.1039/A808484J
- 3. T.A. Sergeyeva, O.A. Slinchenko, L.A. Gorbach, V.F. Matyushov, O.O. Brovko, S.A. Piletsky, L.M. Sergeeva, G.V. Elska Catalytic molecularly imprinted polymer membranes: development of the biomimetic sensor for phenols detection Analytica Chimica Acta, 659, Issues 1–2, 2010, P. 274-279 https://doi.org/10.1016/j.aca.2009.11.065
- 4. Sergeyeva, T. A., Piletsky, S. A., Piletska, E. V., Brovko, O. O., Karabanova, L. V., Sergeeva, L. M., … & Turner, A. P. (2003). In situ formation of porous molecularly imprinted polymer membranes. Macromolecules, 36(19), 7352-7357. https://doi.org/10.1021/ma030105x
- 5. Sergeyeva, T. A., Brovko, O. O., Piletska, E. V., Piletsky, S. A., Goncharova, L. A., Karaganda, L. V., & El'Skaya, A. V. (2007). Porous molecularly imprinted polymer membranes and polymeric particles. Analytica Chimica Acta, 582(2), 311-319. https://doi.org/10.1016/j.aca.2006.09.011
- 6. Sergeyeva, T. A., Gorbach, L. A., Piletska, E. V., Piletsky, S. A., Brovko, O. O., Honcharova, L. A., & El'skaya, A. V. (2013). Colorimetric test-systems for creatinine detection based on composite molecularly imprinted polymer membranes. Analytica Chimica Acta, 770, 161-168. https://doi.org/10.1016/j.aca.2013.01.048
- 7. Sergeyeva, T., Yarynka, D., Piletska, E., Linnik, R., Zaporozhets, O., Brovko, O.,  & El'skaya, A. (2019). Development of a smartphone-based biomimetic sensor for aflatoxin B1 detection using molecularly imprinted polymer membranes. Talanta, 201, 204-210. https://doi.org/10.1016/j.talanta.2019.04.016
- 8. Bezrodna, T. V., Ishchenko, A. A., Bezrodnyi, V. I., Negriyko, A. M., Kosyanchuk, L. F., Antonenko, O. I., & Brovko, O. O. (2021). Covalent bonding effects on spectral, photophysical and generation properties of indocarbocyanine dyes in polyurethanes. Optics & Laser Technology, 144, 107412. https://doi.org/10.1016/j.optlastec.2021.107412
- 9. Samoilenko, T., Yashchenko, L., Yarova, N., Babich, O., & Brovko, O. (2021). Physicomechanical Properties of Epoxyurethane Biocomposites Strengthened with Hemp Wood Core. French-Ukrainian Journal of Chemistry, 9(1), 9-18. https://doi.org/10.17721/fujcV9I1P9-18
- 10. Kosyanchuk, L. F., Kozak, N. V., Babkina, N. V., Bezrodna, T. V., Roshchin, O. M., Bezrodnyi, V. I., & Brovko, O. O. (2018). Irradiation effects and beam strength in polyurethane materials for laser elements. Optical Materials, 85, 408-413. https://doi.org/10.1016/j.optmat.2018.09.010

### Патенти
- 1. Бровко О.О., Горбач Л.А., Луцик О.Д., Ващук А.В. СПОСІБ ОДЕРЖАННЯ ПОЛІМЕРНОЇ ПЛІВКИ Патент № 141373, Опубл. 10.04.2020, бюл. № 7
- 2. Бровко О.О., Горбач Л.А., Степаненко Л.В., Луцик О.Д., Сергеєва Л.М., Єльська Г.В., Сергеєва Т.А. СПОСІБ ОДЕРЖАННЯ ПОЛІМЕРНОЇ МЕМБРАНИ ДЛЯ АДСОРБЦІЇ НИЗЬКОМОЛЕКУЛЯРНИХ БІООРГАНІЧНИХ СПОЛУК Патент № 137071 Опубл. 25.09.2019, бюл. № 18
- 3. Горбач Л.А., Бровко О.О., Степаненко Л.В., Луцик О.Д., Сергеєва Л.М., Сергеєва Т.А.СПОСІБ ОДЕРЖАННЯ ПОЛІМЕРНОЇ МЕМБРАНИ ДЛЯ ВИЗНАЧЕННЯ ТОКСИНІВ У ВОДНИХ РОЗЧИНАХ Патент № 135403	Опубл. 25.06.2019, бюл. № 12
- 5. Ященко Л.М., Воронцова Л.О., Бровко О.О. СПОСІБ ОДЕРЖАННЯ КОМПОЗИЦІЇ ДЛЯ ЗАХИСНОГО ОПТИЧНО ПРОЗОРОГО ПОКРИТТЯ Патент № 122087 Опубл. 10.12.2020, бюл. № 23
- 5. Ярова Н.В., Ященко Л.М., Бровко О.О. КОМПОЗИЦІЙНИЙ ПЛИТНИЙ МАТЕРІАЛ №121182, Опубл. 10.04.2020, бюл. № 7
- 6. Сергеєва Тетяна Анатолівна; Бровко Олександр Олександрович, Горбач Лариса Анатолівна, Степаненко Людмила Василівна, Луцик О.Д., Сергеєва Людмила Михайлівна, Єльська Ганна Валентинівна СПОСІБ ОДЕРЖАННЯ ПОЛІМЕРНОЇ МЕМБРАНИ ДЛЯ АДСОРБУВАННЯ СПОЛУК ФЕНОЛІВ У ВОДНИХ РОЗЧИНАХ Патент № 112239, Опубл. 12.12.2016, бюл. № 23